# Гдов
Гдов (на руски: Гдов) е град в Русия, административен център на Гдовски район, Псковска област. Населението на града към 1 януари 2018 година е 3460 души.